# Meereisportal
Meereisportal ist eine deutschsprachige Online-Wissensplattform zum Thema Meereis in den Polargebieten der Arktis und Antarktis. Es vermittelt allgemeinverständlich aufbereitetes Hintergrundwissen, tagesaktuelle Meereiskarten sowie interaktive Grafiken und Animationen. Es richtet sich an eine breite Zielgruppe, darunter Politik, Wissenschaft und die interessierte Öffentlichkeit. Betrieben wird Meereisportal vom Alfred-Wegener-Institut, Helmholtz-Zentrum für Polar- und Meeresforschung (AWI) in Kooperation mit weiteren Forschungsinstitutionen wie der Universität Bremen.

## Thematischer Hintergrund
Meereis spielt eine entscheidende Rolle im Strahlungshaushalt und damit im Klimasystem der Erde. Die weißen Oberflächen des gefrorenen Ozeans in den Polargebieten reflektieren das einfallende Sonnenlicht bis zu 90 Prozent zurück ins All. Schmelzen diese Flächen, legen sie den darunterliegenden dunklen Ozean frei, der einen großen Teil der ansonsten reflektierten Lichtenergie absorbiert und sich dadurch erwärmt. Hierdurch beschleunigt sich die Eisschmelze und fördert so wiederum eine weitere Erwärmung. Dieser Eis-Albedo-Rückkopplung genannte Mechanismus ist der Hauptgrund für die polare Verstärkung, bei der sich die Arktis im Zuge des Klimawandels etwa drei- bis viermal schneller erwärmt als der Rest der Erde.
Das arktische Meereis geht als Folge der globalen Erwärmung immer stärker zurück. Schon 2050 könnte die Arktis im Sommer erstmals in der Menschheitsgeschichte weitgehend eisfrei sein. Einige Studien prognostizieren erste eisfreie arktische Sommer bereits ab 2030. Der Meereisrückgang hat erhebliche Folgen für das Klima, Meeresströmungen und das Leben in der Arktis, wodurch dem Meereis in der Forschung eine besondere Bedeutung zukommt.

## Geschichte

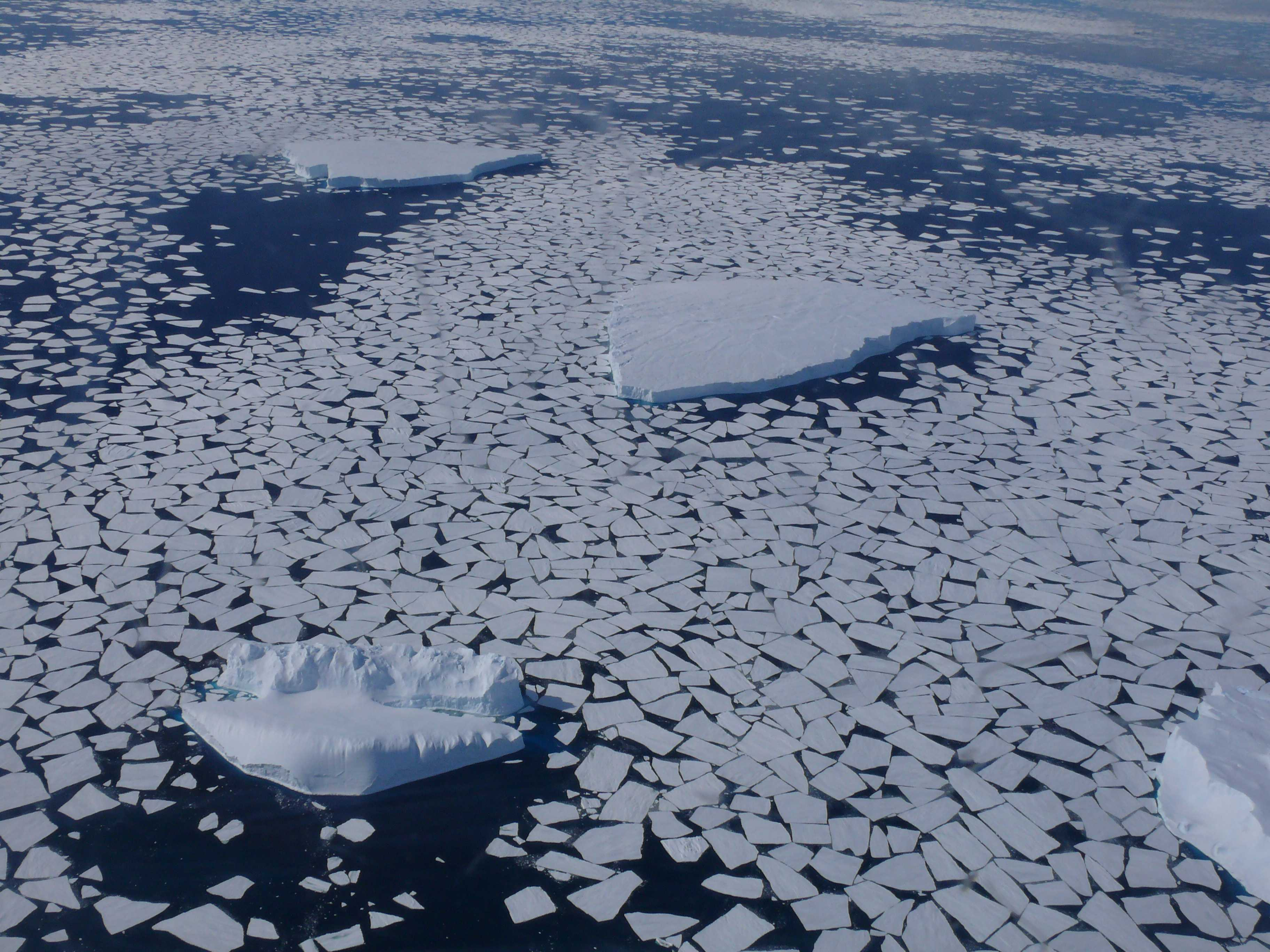
Blick aus dem Forschungsflugzeug auf das Meereis der Antarktis (Foto: Renate Treffeisen / AWI)

Meereisportal ging erstmals 2013 online und ist ein Gemeinschaftsprojekt des Helmholtz-Forschungsverbunds REKLIM (Regionale Klimaänderungen und Mensch), des Alfred-Wegener-Instituts, Helmholtz-Zentrum für Polar- und Meeresforschung (AWI), des dort angesiedelten AWI-Klimabüros für Polargebiete und Meeresspiegelanstieg sowie des Instituts für Umweltphysik der Universität Bremen. Ziel ist es, neueste Erkenntnisse aus der Meereisforschung verständlich aufzubereiten, einer breiten Öffentlichkeit zugänglich zu machen und damit zu einem besseren Verständnis der besonders stark vom Klimawandel betroffenen Polargebieten beizutragen. Darüber hinaus wird der Rolle von Meereis als Klimaindikator Sichtbarkeit verliehen. 2015 wurde Meereisportal im bundesweiten Innovationswettbewerb „Deutschland – Land der Ideen“ als „Ausgezeichneter Ort im Land der Ideen“ geehrt. Seit 2023 präsentiert sich das Portal mit einer modernisierten, barrierefreien und zweisprachigen (Deutsch/Englisch) Benutzeroberfläche mit neuen Inhalten für Einsteiger.

## Aufbau und Inhalte

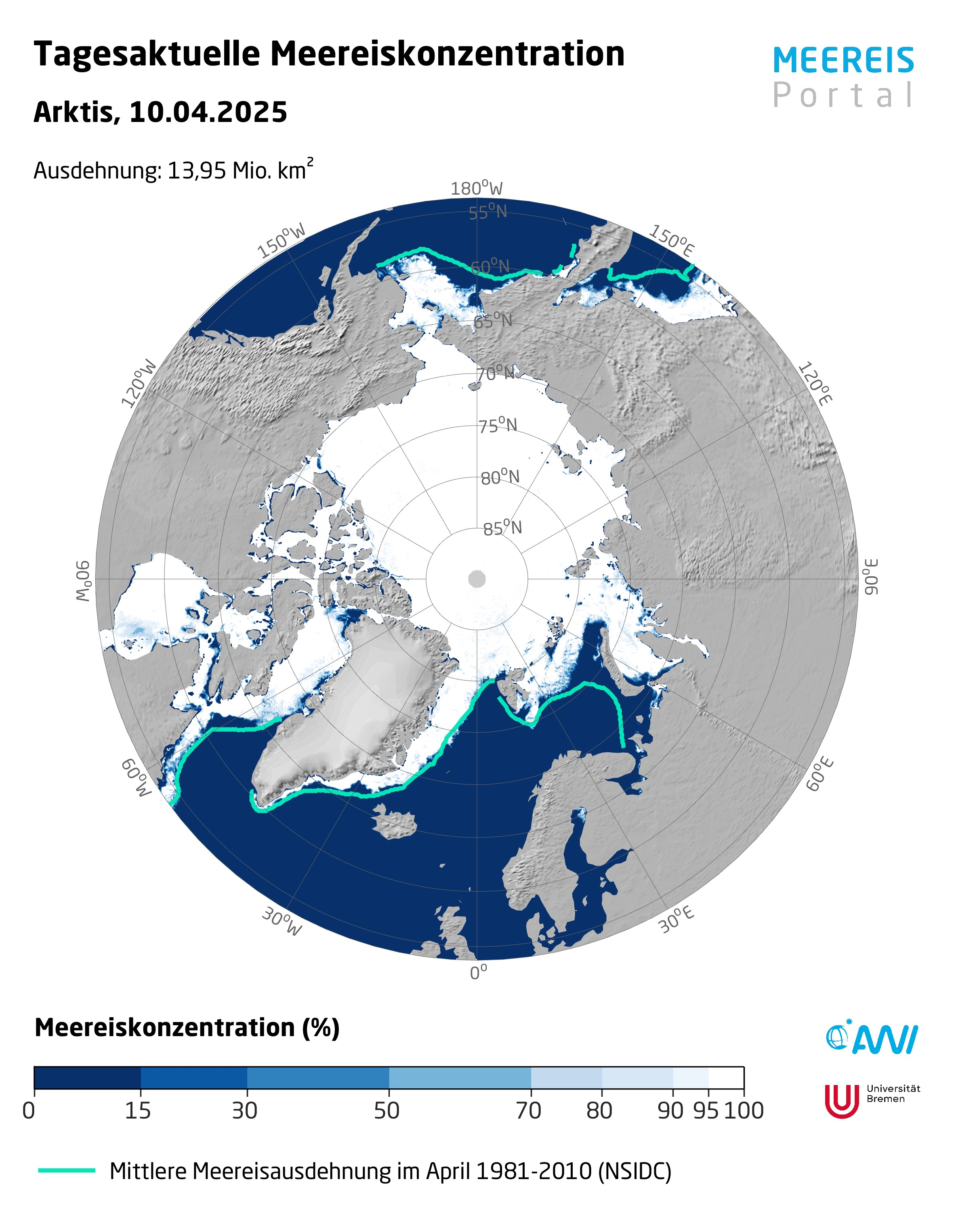
Beispiel einer tagesaktuellen Karte zur Meereiskonzentration und -ausdehnung in der Arktis

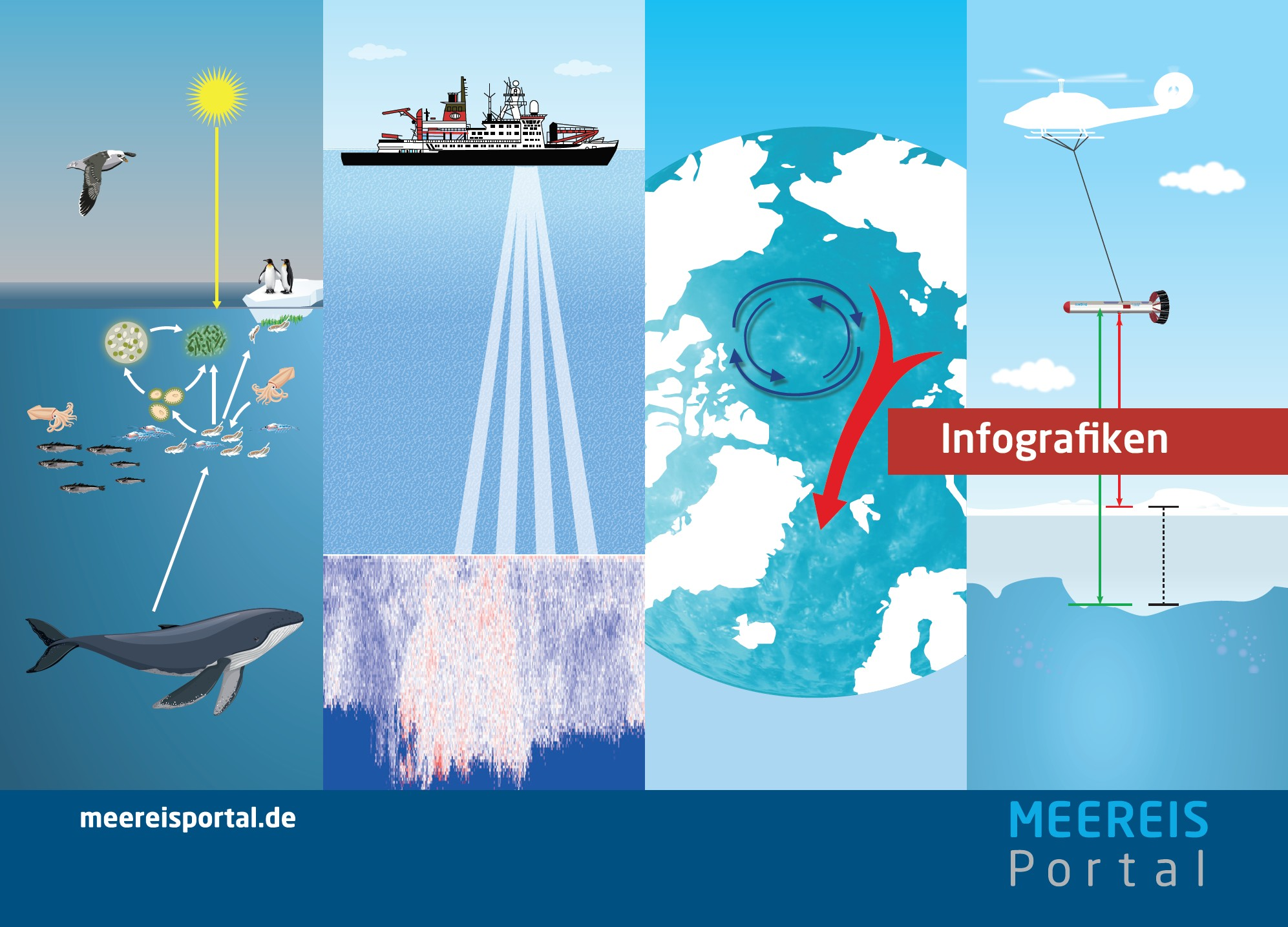
Beispiel für Informationsgrafiken

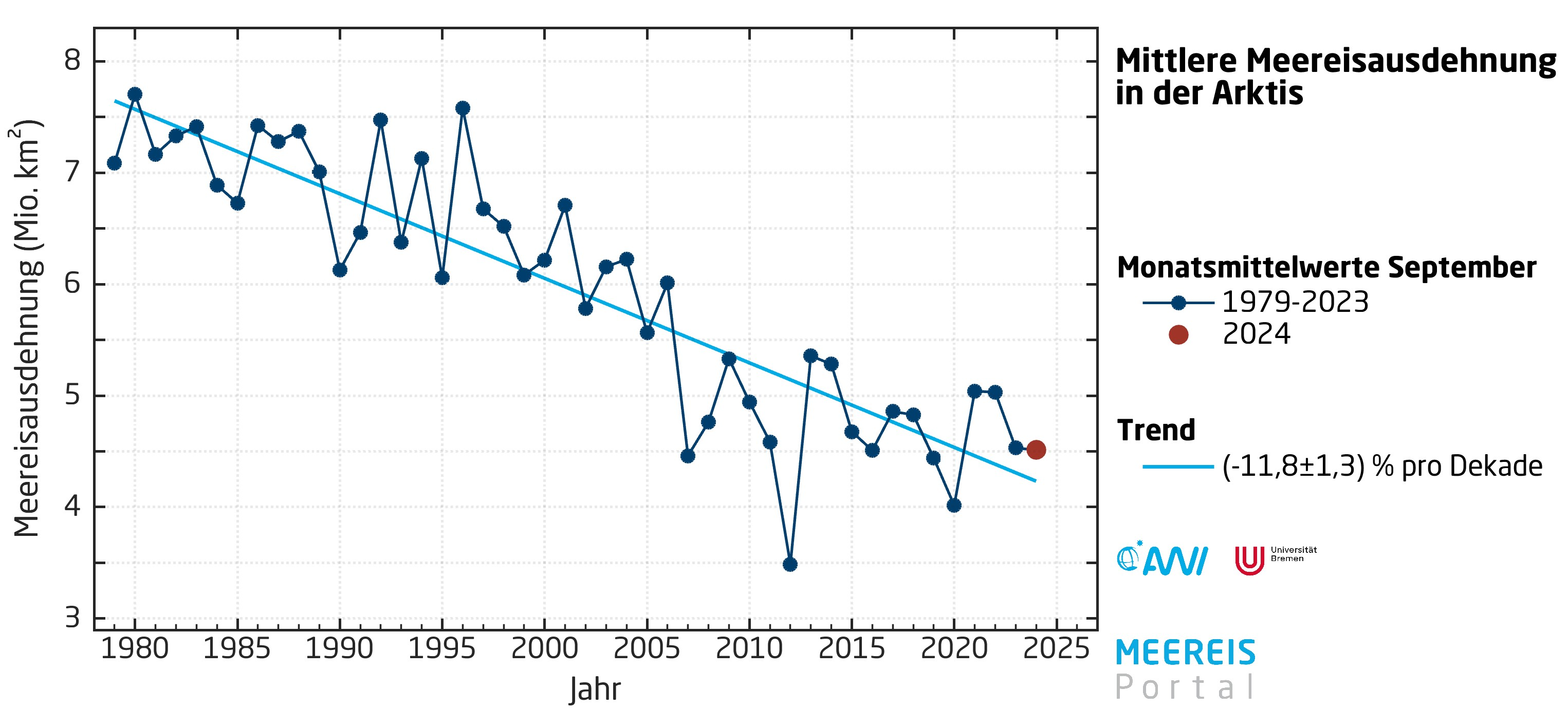
Beispiel für eine Trendkurve: September Monatsmittelwerte Arktis

Unterstützt von Meereisexpertinnen und -experten bereitet das Portalteam regelmäßig aktuelle Daten und Ergebnisse aus der Forschung auf und macht sie in unterschiedlicher Form verfügbar. Auf der Startseite finden sich tagesaktuelle Karten und Trendkurven zur Meereisausdehnung. Es kann dabei zwischen Arktis und Antarktis gewechselt werden. In Newsartikeln wird auf der Startseite zudem regelmäßig über aktuelle Meereisentwicklungen in beiden Polargebieten informiert. Dazu gehören Expeditionsberichte, Studienergebnisse, aktuelle Infos zum AWI-Forschungseisbrecher Polarstern sowie monatliche Berichte zur Meereissituation in Arktis und Antarktis. Im Bereich „Wissen“ finden sich Informationen für Einsteiger sowie vertiefende Inhalte zu Meereisphysik, -biologie, -messungen und -modellierung und ein Glossar. Alle Inhalte sind allgemeinverständlich aufbereitet.
Der Bereich „Karten & Grafiken“ beinhaltet ein umfangreiches Archiv mit Meereisbedeckungskarten sämtlicher Tage von 2002 bis heute, Jahresgangdiagrammen für alle Jahre seit 1972 sowie zahlreichen Informationsgrafiken, die unter einer CC-BY 4.0 Lizenz genutzt werden können. Es können auch eigene Animationsvideos der Meereisentwicklung über beliebige Zeiträume erstellt werden. Eine interaktive Grafik ermöglicht es, Verläufe der Meereisausdehnung für unterschiedliche Jahre im Zeitraum 1972 bis heute selbständig auszuwählen und miteinander zu vergleichen.
Das dem Meereisportal angegliederte Datenportal stellt eine umfangreiche und vertiefende Auswahl an Karten und aufbereiteten Daten zur weiteren Nutzung bereit. Täglich werden hier anschaulich aufbereitete, aktuelle Karten und Diagramme bereitgestellt: z. B. Meereisausdehnung, Eisdicke, Daten von autonomen Messsystemen. Weiterhin werden hier die Meereisbojen der MOSAiC Expedition gehostet und das Meereisportal ist ein internationales Datenarchiv für Meereisbojendaten. All diese Informationen werden in einem operationalisierten Datenfluss vom Sensor zum Archiv auf dem Datenportal verarbeitet und als archivierte Karten- und Datensätze zur Verfügung gestellt und genutzt.

## Herkunft der Meereiskonzentrationsdaten
Auf dem Datenportal sind für jeden Parameter die Herkunft der verschiedenen Daten ausführlich beschrieben. Die Daten zur Meereiskonzentration basieren auf Messungen von Satellitenradiometern, die vom Institut für Umweltphysik (IUP) der Universität Bremen ausgewertet und aufbereitet werden. Diese Radiometer erfassen die von der Erdoberfläche ausgesandte Mikrowellenstrahlung, aus der die Meereiskonzentration abgeleitet wird. Zu den wichtigsten Sensoren gehören AMSR-E (2002–2011), AMSR2 (seit 2012) und SSMIS. Da die Daten von AMSR2 eine höhere Qualität aufweisen, werden SSMIS-Daten seit 2012 hauptsächlich zur Füllung von Datenlücken genutzt. Die aufbereiteten Daten werden im Datenportal des Meereisportals bereitgestellt und können rückwirkend bis 2002 für die Arktis und Antarktis abgerufen werden.
Zum Herunterladen stehen neben den täglichen Datensätzen davon abgeleitete monatliche Datensätze zur Verfügung. Die Arbeit zur Entwicklung, Validierung und Verbesserung der Auswertungsalgorithmen wurde im Rahmen des EU Projektes DAMOCLES (Developing Arctic Modeling and Observing Capabilities for Long-term Environmental Studies) durchgeführt.